# Guinea Equatoriale
La Guinea Equatoriale, ufficialmente Repubblica della Guinea Equatoriale (in spagnolo República de Guinea Ecuatorial; in francese République de Guinée équatoriale; 
in portoghese República da Guiné Equatorial), è uno Stato dell'Africa centrale.
La Guinea Equatoriale è il terz’ultimo per superficie tra gli Stati dell'Africa continentale (dopo il Gambia e Gibuti), e uno dei più piccoli per popolazione: l'estensione del territorio è di 28 051 km², e conta solo 676 000 abitanti secondo le stime ONU del 2009, 1 014 999 secondo il censimento del 2001 oppure 1 222 422 secondo quello del 2015. Le lingue ufficiali della nazione sono lo spagnolo, il francese e il portoghese.
La zona continentale (il Rio Muni) confina con il Camerun a nord, con il Gabon a est e a sud e con il golfo di Guinea a ovest. In prossimità della costa si trovano le piccole isole di Elobey Chico, Elobey Grande e Corisco. La parte insulare è invece costituita dall'isola di Bioko (fino al 1970 Fernando Pó), su cui è situata la capitale del Paese (Malabo), a oltre 160 km a nord-ovest della costa del Rio Muni, e dalla piccola isola di Annobón, posta a sud-ovest, distante 500 km dalla costa continentale equatoguineana e 600 km da Bioko.
Ciò fa della Guinea Equatoriale l'unico Paese africano che, pur non essendo uno Stato insulare, ha la propria capitale situata su un'isola invece che sul continente. La Guinea Equatoriale perderà questa particolarità quando la capitale sarà trasferita a Ciudad de la Paz, una città in costruzione.

## Storia
Colonia spagnola dal 1778, ha ottenuto l'indipendenza dal 1968. Dal 1972 al 1979 il paese fu retto dittatorialmente da Francisco Macías Nguema, il cui terribile regime portò al tracollo sociale e politico interno, con violenze e abusi sistematici. Suo nipote Teodoro Obiang Nguema Mbasogo lo destituì con un colpo di Stato nel 1979, prendendone il posto: da allora Obiang governa il paese con il ruolo di presidente; nonostante ci siano delle elezioni e la Guinea Equatoriale sia una repubblica, il suo processo di democratizzazione dopo la dittatura di Nguema da anni sembra fare sempre più passi indietro. La scoperta, nel 1995, di consistenti giacimenti di petrolio ha completamente cambiato l'assetto economico dello Stato, portando a considerevoli possibilità di sviluppo, minate però da fortissime disuguaglianze sociali.
I primi abitanti della regione che corrisponde all'odierna Guinea Equatoriale furono probabilmente i pigmei, oggi diffusi solo in alcune zone isolate nei dintorni del Rio Muni settentrionale. I primi europei a sbarcare nella regione dell'odierna Guinea Equatoriale furono i portoghesi, nel 1471; fu il navigatore Fernando Pó a scoprire e battezzare l'"Isla de Bioko". Nel 1778 l'isola fu ceduta agli spagnoli, insieme con Annobón. Dal 1827 al 1844, con il benestare della Spagna, gli inglesi amministrarono l'isola, tenendovi anche un'importante stazione navale. Nel 1844 l'isola tornò agli spagnoli, che nel frattempo avevano esteso il loro controllo anche all'entroterra (la regione nota come Rio Muni). Bioko e Rio Muni furono unificate da un punto di vista amministrativo nel 1904 e in seguito presero il nome di Guinea spagnola. Nel 1958 le due regioni vennero nuovamente separate, diventando due province indipendenti.

### L'indipendenza e la prima dittatura
Nel 1964 le due province di Bioko e Rio Muni ottennero un governo autonomo e nel 1968 si unirono a formare la repubblica indipendente della Guinea Equatoriale, pur mantenendo fino al 1973 un assetto federale.
Dalle prime elezioni uscì presidente della neonata repubblica Francisco Macías Nguema, che prese il potere in modo dittatoriale nel 1972, proclamandosi presidente a vita. La dittatura di Macías spinse alla fuga oltre 100 000 profughi, equivalenti a un terzo della popolazione di allora, alla morte di 50 000 persone, all'invio ai lavori forzati di 40 000 persone e alla ''sparizione'' di 10 000 persone. Nguema fu rimpiazzato nel 1979 dal trentasettenne nipote Teodoro Obiang Nguema Mbasogo, che lo aveva destituito con un colpo di Stato. Macías Nguema fu condannato a morte 101 volte per genocidio con un processo sommario e giustiziato poche settimane dopo. Obiang Nguema ereditò un paese disastrato e tentò di migliorarne le condizioni, riuscendovi in parte. Aprendosi ai paesi occidentali, il nuovo capo di Stato riuscì anche a ottenere aiuti internazionali che si dimostrarono molto importanti; inoltre instaurò buoni rapporti con la Spagna. Nel 1987 il nuovo presidente fondò il Partito Democratico, l'unico dichiarato legale nelle successive elezioni (1988).

### La nuova dittatura
Sebbene la costituzione del 1991 abbia formalmente introdotto il multipartitismo, le successive elezioni del 1993, del 1996, del 1999 e del 2016 sono state boicottate dalla maggioranza dei partiti e degli aventi diritto al voto: anche alle consultazioni del 2002 Obiang Nguema si era candidato senza avversari. Il presidente ha assunto col tempo derive autoritarie, se non dittatoriali. Il 1996 è stato l'anno della svolta: furono scoperte enormi riserve di petrolio e da allora il contesto economico e sociale è profondamente cambiato, generando grandi tensioni economiche e politiche. Nel 1997 Severo Moto Nsà, famoso esponente dell'opposizione, venne liberato e iniziò a guidare il "Partido del Progreso de Guinea Ecuatorial" (PPGE) in esilio da Madrid. Nel 1998 morì in carcere a causa di inadeguate cure mediche Martin Puye, storico leader del Movimiento para la Autodeterminación de la Isla de Bioko (MAIB). La scomparsa di Puye ha fatto morire la speranza dei molti Bubi che ancora credevano in una democratizzazione del paese. Nel 2004 mercenari europei e sudafricani hanno tentato di destituire Obiang Nguema con un colpo di Stato, che è fallito (così come uno nel 2017). Questi tentati colpi di Stato hanno attirato l'attenzione dei media per il coinvolgimento di Sir Mark Thatcher, figlio di Margaret Thatcher, che avrebbe finanziato entrambe le operazioni.
Il tentativo di rimuovere Mbasogo ha forse ricevuto il tacito sostegno di alcuni governi occidentali e di alcune multinazionali. Per questo tentato golpe nel luglio 2008 è stato condannato a 34 anni di carcere il mercenario Simon Mann, accusato di aver finanziato e diretto personalmente l'operazione. Mark Thatcher è invece riuscito a evitare il carcere. Mann ha indicato come principale organizzatore del fallito colpo di Stato proprio Thatcher, accusando di aver ricoperto un ruolo simile anche altre persone. Nonostante gli indubbi miglioramenti negli ultimi venti anni, la situazione della Guinea Equatoriale rimane ancora oggi precaria, con molti problemi da risolvere: tra questi, corruzione e diseguaglianza. Nel 2011 venne annunciata la fondazione della nuova capitale del paese, Ciudad de la Paz, nella parte centrale della zona continentale del Paese.

## Geografia

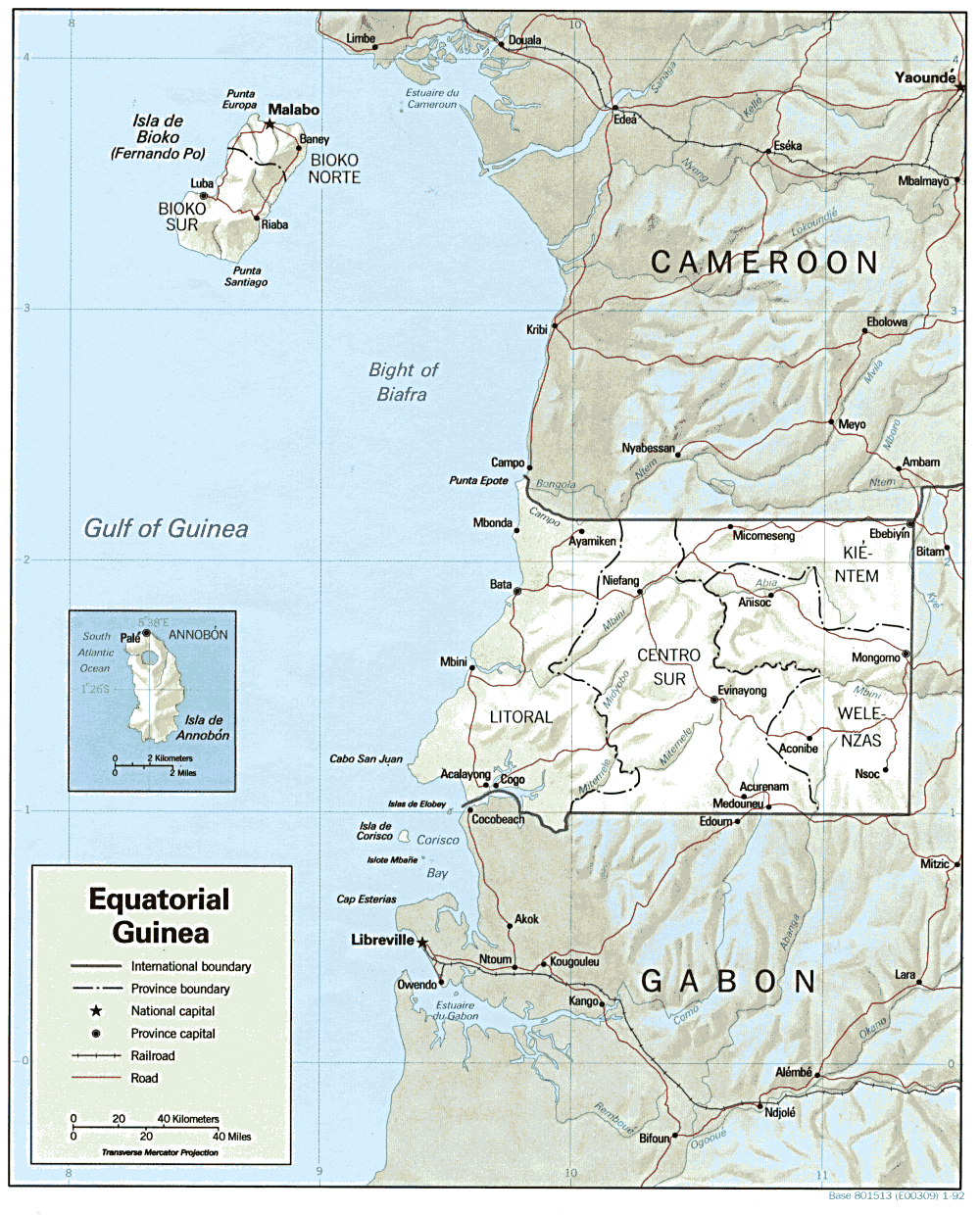

Il territorio comprende tre regioni ben distinte:
- il Rio Muni, la zona continentale, vasta 26017 km², pari al 92,75% del territorio. È posta tra il Camerun a nord e il Gabon a est e a sud.
- l'isola di Bioko, con una superficie di 2017 km², che costituisce il 7,19% del territorio. È situata a 40 km dalle coste del Camerun.
- l'isola di Annobón, che con una superficie di 17,5 km² costituisce solo lo 0,06% del territorio. Si trova quasi 600 km a sud-ovest di Bioko.

### Morfologia
La zona continentale, fatta eccezione per una stretta pianura costiera, è montuosa. È attraversata da vari corsi d'acqua, il più importante dei quali è il Rio Benito che, scendendo da est, la divide in due parti. La regione continentale più importante è senza dubbio quella di Mbini, nota come Rio Muni, che si estende per oltre 26 000 chilometri quadrati. La sua popolazione stimata è di 500 000 abitanti e presenta dei centri molto importanti, come Evinayong ed Ebebiyìn. La parte continentale è molto ricca di foreste, che occupano circa il 60% del territorio nazionale. Il manto forestale, patrimonio ambientale importante perché protegge la biodiversità della regione, è in pericolo. La deforestazione è in aumento, anche a causa dell'incremento delle produzioni agricole.
La zona insulare include le isole di fronte alla costa di Rio Muni (Corisco, Elobey Grande ed Elobey Chico), la grande Bioko (dove è situata la capitale), posta a 40 km dalla costa camerunese e 160 km a nord-est della costa del Rio Muni, e Annobón, posta a sud-ovest, a 500 km dalla zona continentale e a 600 km da Bioko. Si tratta di isole vulcaniche, che appartengono alla dorsale sommersa che comprende anche le isole di São Tomé e Príncipe. Il clima è tropicale, con una temperatura media annuale di circa 25 °C e precipitazioni che non superano i 2 005 mm.

### Clima
Il clima è fortemente condizionato dalla vicinanza all'equatore: le temperature sono elevate e costanti, le piogge abbondanti (1 500 mm/anno nel centro, in aumento nelle zone costiere) e l'umidità relativa elevata (80-85%). La regione continentale è caratterizzata da un clima tipicamente equatoriale con due stagioni secche (la seca, da luglio a metà settembre, e la sequilla, da dicembre a metà febbraio). La regione insulare presenta una stagione delle piogge più marcata e prolungata (luglio-fine ottobre e marzo-fine aprile).

### Idrografia
Il principale bacino idrografico della Guinea Equatoriale continentale è quello del Río Mbini; il fiume, che nasce nel vicino Gabon, attraversa il paese da est a ovest fino a sfociare nell'oceano Atlantico. A nord il tratto finale del fiume Ntem segna il confine col Camerun; alcuni fiumi settentrionale della Guinea Equatoriale ne sono affluenti. A sud vi è il bacino del Río Mbini: si tratta di un ampio estuario che scorre sul confine con il Gabon e raccoglie fiumi di entrambi i paesi. Altri fiumi minori sfociano direttamente nell'Atlantico.

## Popolazione

### Demografia

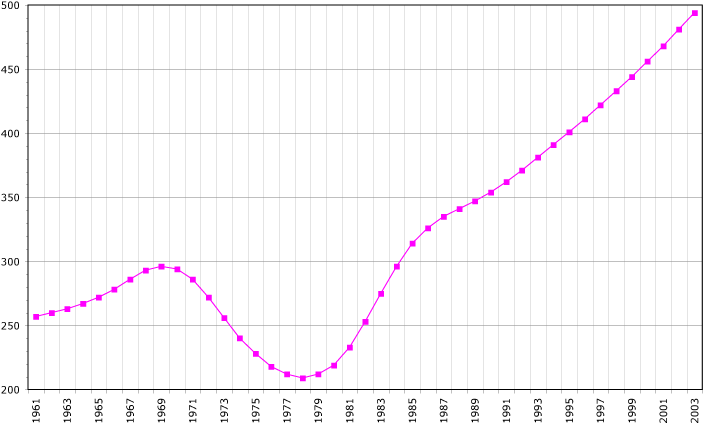
Evoluzione demografica negli ultimi anni

Secondo i dati previsti della popolazione di ciascun paese a metà del 2009, calcolati dall'ONU sulla base degli ultimi censimenti e delle ipotesi di crescita demografica, la Guinea Equatoriale conta 676 273 abitanti, con una densità di 24,1 abitanti per km². Negli ultimi anni la popolazione è aumentata, essenzialmente per la forte immigrazione dai paesi vicini e per la riduzione della mortalità. L'attività petrolifera ha favorito la concentrazione degli abitanti a Malabo, la capitale dello Stato.
Il tasso di natalità è del 35% e quello di mortalità del 15%. Tuttavia la popolazione, nel quinquennio 2000-2005, è cresciuta solo del 2,82% e nel quinquennio successivo è stimato cresca del 2,60% a causa della mortalità infantile, che colpisce 83 nati vivi su 1 000. Tuttavia, anche se è ancora preoccupante, la situazione è in netto miglioramento. La Guinea Equatoriale ha una popolazione con la seguente distribuzione per età:
- 0-14 anni: 41%
- 15-59 anni: 54%
- 60 anni e oltre: 4%

Da questi dati è facile evincere che la popolazione è molto giovane (19,1 anni in media), ma questo è dovuto anche a un'aspettativa di vita piuttosto bassa, nonostante nel 2008 fosse aumentata notevolmente: 60 anni per gli uomini e 62 per le donne. Da questi dati si può evincere che la situazione sanitaria nel paese non è facile, anche se migliora velocemente.
Un censimento ufficiale del governo della Guinea Equatoriale, svolto nel 2002, riportò una popolazione pari a 1 014 999 abitanti, cioè oltre il doppio rispetto ai dati di dieci anni prima. Molti osservatori internazionali, in particolare il Dipartimento di Stato degli Stati Uniti e l'ONU, riportano dati di gran lunga inferiori. Secondo l'opposizione al governo, il censimento sarebbe stato intenzionalmente manipolato in vista delle elezioni del dicembre dello stesso anno, in modo da poter permettere al presidente Teodoro Obiang Nguema Mbasogo la rielezione per mezzo di brogli elettorali, confermati da tutti gli osservatori internazionali.

### Etnie

Bandiera tribale dell'etnia Bubi

È di origini bantu la maggioranza della popolazione. L'etnia più diffusa è senz'altro quella dei fang. Provenienti dalla terraferma, i fang si spostarono verso l'isola di Bioko, sottomettendo le preesistenti genti bantu. Oggi costituiscono circa l'80% della popolazione e sono a loro volta divisi in 67 clan. Altra etnia importante è quella dei bubi, bantu che costituiscono il 15% degli abitanti e sono tradizionalmente rivali dei fang che abitano la regione del Rio Muni; i bubi sono originari dell'isola di Bioko.
Altre tribù vivono sulle coste e insieme formano quasi il 5% degli abitanti: si tratta di tribù Ndowe, Bujeba, Balengue e, a Bioko, Benga. Sono presenti ancora degli europei, principalmente spagnoli e portoghesi discendenti dagli antichi colonizzatori, che si sono quasi completamente mescolati con etnie africane. Ci sono anche alcuni tedeschi, francesi e inglesi. In tutto gli europei sono 25 000. Cresce col tempo il numero di immigrati, provenienti perlopiù da Camerun, Nigeria e Gabon. Non mancano arrivi dall'Asia e da altri paesi africani: solitamente questi immigrati lavorano nelle piantagioni di caffè o cacao; non raramente arrivano anche da Liberia, Angola e Mozambico.
Gran parte della minoranza asiatica viene dalla Cina; dopo l'indipendenza raggiunta nel 1968, i colonizzatori fuggirono verso la Spagna e così fecero anche migliaia di equatoguineani; alcuni di essi andarono in Camerun, Gabon e Nigeria per via della dittatura di Francisco Macías Nguema. Alcune comunità di questi emigrati vivono ancora oggi in Brasile, Stati Uniti, vari paesi latinoamericani, Portogallo, Italia e Francia.

### Lingue
La costituzione dello Stato stabilisce che le lingue ufficiali sono lo spagnolo e il francese. La grande maggioranza della popolazione parla lo spagnolo (il 67,6% degli abitanti), specialmente la parte che vive a Bioko, ma le lingue indigene rimangono parte integrante della cultura del paese (parlate dal 32,4% delle persone). Lo spagnolo è lingua ufficiale dal 1844, il che fa della Guinea Equatoriale l'unico paese africano ispanofono.
Essendo anche il francese lingua ufficiale del Paese, la Guinea Equatoriale è membro dell'Organizzazione internazionale della francofonia dal 1989.
Nel luglio 2007 il presidente Nguema ha annunciato la decisione del suo governo di rendere il portoghese terza lingua ufficiale. Questa scelta è stata presa per poter entrare, a tutti gli effetti, a far parte della Comunità dei Paesi di lingua portoghese. Aderire alla Comunità è importante per questioni come l'accesso a programmi di cooperazione economica e sociale e la libera circolazione dei cittadini nei paesi membri. L'ingresso della Guinea Equatoriale ha presupposti culturali: un creolo basato sul portoghese è parlato con buona frequenza in alcuni territori (e in particolare è la lingua comunemente parlata ad Annobón) che hanno inoltre affinità culturali abbastanza strette con São Tomé e Príncipe e col Portogallo. L'adesione è avvenuta come membro osservatore nel 2006 e poi a pieno titolo nel 2014.

### Religioni
Per quanto riguarda le religioni presenti, la loro distribuzione è la seguente:
- cristiani (cattolici e protestanti): 91%
- animisti: 7%
- musulmani: 2%.

Gran parte della popolazione è cristiana, ma spesso pratica ancora antichi culti tradizionali; gli animisti costituiscono ancora oggi una minoranza consistente. I musulmani sono invece prevalentemente immigrati da Nigeria e Camerun, attirati dal rapido incremento dello sviluppo petrolifero.

## Ordinamento dello stato

### Suddivisione amministrativa
La Guinea Equatoriale è divisa in 8 province, a loro volta suddivise in un totale di 18 distretti e 30 municipi.
1. Annobón. 17 km²; 2 900 abitanti; densità 171; capoluogo San Antonio de Palé (910 ab.)
2. Bioko Nord. 776 km²; 75 100 abitanti: densità 97; capoluogo Malabo (38 000 ab.)
3. Bioko Sud. 1241 km²; 12 600 abitanti; densità 10; capoluogo Luba (7 000 ab.)
4. Centro Sud. 9931 km²; 60 300 abitanti; densità 6; capoluogo Evinayong (5 000 ab.)
5. Kié-Ntem. 3943 km²; 92 800 abitanti; densità 24; capoluogo Ebebiyín (8 075 ab.)
6. Litorale. 6666 km²; 100 000 abitanti; densità 15; capoluogo Bata (70 000 ab.)
7. Djibloho. 454 km²; capoluogo Djibloho
8. Wele-Nzas. 5026 km²; 62 500 abitanti; densità 11; capoluogo Mongomo (2 370 ab.)

### Città principali
| Città principali della Guinea Equatoriale | Città principali della Guinea Equatoriale | Città principali della Guinea Equatoriale | Città principali della Guinea Equatoriale | Città principali della Guinea Equatoriale | Città principali della Guinea Equatoriale |
|                                           | Città                                     | Popolazione                               | Popolazione                               | Popolazione                               | Provincia                                 |
| Censimento 1983                           | Città                                     | Censimento 2001                           | Stima 2005                                |                                           | Provincia                                 |
| ----------------------------------------- | ----------------------------------------- | ----------------------------------------- | ----------------------------------------- | ----------------------------------------- | ----------------------------------------- |
| 1                                         | Bata                                      | 24 390                                    | 132 235                                   | 173 046                                   | Litorale                                  |
| 2                                         | Malabo                                    | 31 650                                    | 132 440                                   | 155 963                                   | Bioko Nord                                |
| 3                                         | Ebebiyín                                  | 3 540                                     | 19 515                                    | 24 831                                    | Kié-Ntem                                  |
| 4                                         | Aconibe                                   | 1 700                                     | 8 795                                     | 11 192                                    | Wele-Nzas                                 |
| 5                                         | Añisoc                                    | 1 100                                     | 7 586                                     | 10 191                                    | Wele-Nzas                                 |
| 6                                         | Luba                                      | 2 450                                     | 9 011                                     | 8 655                                     | Bioko Sud                                 |
| 7                                         | Evinayong                                 | 3 170                                     | 7 997                                     | 8 462                                     | Centro Sud                                |
| 8                                         | Mongomo                                   | 2 370                                     | 5 791                                     | 6 393                                     | Wele-Nzas                                 |
| 9                                         | Mengomeyén                                | N/A                                       | 5 294                                     | 5 947                                     | Wele-Nzas                                 |
| 10                                        | Micomeseng                                | 1 300                                     | 5 327                                     | 5 813                                     | Kié-Ntem                                  |
| 11                                        | Rebola                                    | N/A                                       | 5 445                                     | 5.450                                     | Bioko Nord                                |
| 12                                        | Bidjabidjan                               | N/A                                       | 5 167                                     | 4 998                                     | Kié-Ntem                                  |
| 13                                        | Niefang                                   | 1 200                                     | 4 292                                     | 4 858                                     | Centro Sud                                |
| 14                                        | Cogo                                      | N/A                                       | 3 952                                     | 4 693                                     | Litorale                                  |
| 15                                        | Nsok                                      | 500                                       | 3 929                                     | 4 620                                     | Kié-Ntem                                  |
| 16                                        | San Antonio de Palé                       | 910                                       | 5 008                                     | 4 433                                     | Annobón                                   |
| 17                                        | Mbini                                     | 1 229                                     | 3 421                                     | 4 062                                     | Litorale                                  |
| 18                                        | Nsork                                     | N/A                                       | 3 355                                     | 3 769                                     | Wele-Nzas                                 |
| 19                                        | Ayene                                     | N/A                                       | 3 099                                     | 3 482                                     | Wele-Nzas                                 |
| 20                                        | Nkimi                                     | N/A                                       | 3 217                                     | 3 313                                     | Centro Sud                                |
| 21                                        | Machinda                                  | N/A                                       | 2 440                                     | 2 897                                     | Litorale                                  |
| 22                                        | Acurenam                                  | 1 500                                     | 2 748                                     | 2 736                                     | Centro Sud                                |
| 23                                        | Corisco                                   | N/A                                       | 2 140                                     | 2 541                                     | Litorale                                  |
| 24                                        | Baney                                     | N/A                                       | 2 363                                     | 2 365                                     | Bioko Nord                                |
| 25                                        | Bicurga                                   | N/A                                       | 2 251                                     | 2 318                                     | Centro Sud                                |
| 26                                        | Nsang                                     | N/A                                       | 2 194                                     | 2 122                                     | Kié-Ntem                                  |
| 27                                        | Ncue                                      | N/A                                       | 1 740                                     | 1 683                                     | Kié-Ntem                                  |
| 28                                        | Bitica                                    | N/A                                       | 1 233                                     | 1 464                                     | Litorale                                  |
| 29                                        | Río Campo                                 | N/A                                       | 931                                       | 1 105                                     | Litorale                                  |
| 30                                        | Riaba                                     | 200                                       | 1 086                                     | 1 071                                     | Bioko Sud                                 |

### Istituzioni
Forma di governo è la repubblica. La costituzione in vigore, approvata nel 1991 e modificata nel 1995, ha messo formalmente fine alla dittatura, aprendo al multipartitismo. Il presidente, eletto ogni sette anni a suffragio universale, ricopre il ruolo di capo di Stato e nomina il primo ministro, che è invece il capo di governo; quest'ultimo deve anche essere membro della Camera dei Rappresentanti, che conta 80 membri eletti ogni cinque anni. Attuale presidente è Teodoro Obiang Nguema Mbasogo; il primo ministro è Francisco Pascual Obama Asue. Obiang riveste il ruolo di capo di Stato dal 1979, anno in cui rovesciò il regime dello zio Francisco Macías Nguema. Il primo ministro non ricopre ruoli riguardanti affari esteri, difesa e sicurezza, dei quali si occupa Mbasogo. Il sistema giuridico risente dell'influenza del diritto civile spagnolo.

#### Istruzione
Sotto il regime di Francisco Macías Nguema l'istruzione era stata notevolmente trascurata. Sotto il presidente Obiang, il tasso di analfabetismo è sceso dal 73% al 13% e il numero di studenti della scuola primaria è salito da 65 000 nel 1986 a più di 100 000 nel 1994. L'istruzione è gratuita e obbligatoria per i bambini di età compresa tra 6 e 14 anni.
Organizzazioni letterarie e culturali sono diffuse; la loro fondazione spesso è stata possibile anche grazie al supporto economico spagnolo. È presente una sola università, fondata nel 1995, l'Universidad de Guinea Ecuatorial, con un campus a Malabo e una facoltà di medicina a Bata, nella parte continentale. Tale facoltà è spesso aiutata e sostenuta dal governo di Cuba e lo staff è formato specialmente da esperti cubani. Nel 2009 l'università ha laureato i primi 110 medici nazionali.

#### Forze armate
Le Forze Armate della Guinea Equatoriale sono formate da circa 2 500 membri e si dividono in cinque branche:
- Esercito
- Marina militare
- Aeronautica militare
- Polizia
- Gendarmeria

L'esercito ha il maggior numero di componenti, con circa 1 400 membri; le forze aeree contano invece appena 120 effettivi. La gendarmeria è una nuova branca delle forze armate del Paese; l'addestramento e la preparazione dei gendarmi sono supportati dalla Francia. Per lo sviluppo delle forze armate, infatti, è importante soprattutto l'aiuto estero: dal 1984 al 1992 tutti i soldati della Guinea Equatoriale sono andati negli Stati Uniti per la loro preparazione. In generale si può dire che le forze armate nazionali siano poco equipaggiate e approssimativamente addestrate, eppure hanno avuto un ruolo importante nella storia: Teodoro Obiang Nguema Mbasogo, l'attuale presidente, rovesciò lo spietato Francisco Macías Nguema, suo zio, con l'intervento dell'esercito: lo stesso Mbasogo era allora un generale.
Sempre l'esercito ha tentato di rovesciarlo, cospirando quindi con l'opposizione, in due occasioni: nel 1981 e nel 1983. Attualmente Mbasogo controlla l'intero apparato militare e si occupa personalmente delle questioni riguardanti la sicurezza e la difesa.

## Politica

### Politica interna

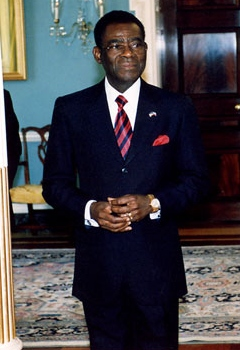
Il presidente della Guinea Equatoriale, Teodoro Obiang Nguema Mbasogo

Successivamente alle prime elezioni, tenutesi nel settembre 1968 e in forma multipartitica, il 12 ottobre dello stesso anno il paese divenne indipendente dalla Spagna. Fu insediato come presidente Francisco Macías Nguema, democraticamente eletto. Nguema nel 1972 si dichiarò presidente a vita e instaurò una feroce dittatura che lo fece considerare uno dei presidenti più corrotti e cleptocratici che l'Africa post-coloniale abbia mai conosciuto. Venne accusato anche di cannibalismo. Il dittatore fu rovesciato nel 1979 con un colpo di Stato organizzato da suo nipote, Teodoro Obiang Nguema Mbasogo. Quest'ultimo prese le leve del potere e si occupò di concentrarlo il più possibile nelle proprie mani, processo completato nel 1982, quando la costituzione, in seguito a una revisione, concesse al presidente estesi poteri politici, come sciogliere la Camera dei rappresentanti o nominare e destituire membri del gabinetto. Mbasogo controlla anche l'apparato militare del paese, sotto tutti i punti di vista.
Per rafforzare il suo controllo sulla vita politica interna, Obiang ha fondato il Partito Democratico della Guinea Equatoriale (PDGE), dichiarandolo l'unico legale, e con questo sistema si andò alle urne per le elezioni del 1988. Alle presidenziali del 1990 Mbasogo si presentò senza sfidanti, ottenendo una scontatissima vittoria. Poiché il presidente ha continuato su questa linea poco democratica, l'opposizione e buona parte della popolazione hanno boicottato tutte le elezioni seguenti, fino al 1999. Nel dicembre 2002 i quattro principali partiti dell'opposizione abbandonarono le elezioni presidenziali, che Mbasogo vinse in modo giudicato fraudolento dalla stampa occidentale.
La corruzione è abbastanza diffusa e, sebbene sia un leader poco democratico, Mbasogo viene giudicato migliore del sanguinario zio, che con le sue spaventose persecuzioni ridusse la popolazione circa di un quarto, lasciando, alla sua caduta, uno Stato in condizioni economiche cattive, che in seguito sono migliorate. Permangono tuttavia problemi gravi: buona parte delle ricchezze derivanti dal petrolio finiscono nelle mani del presidente o della sua famiglia, mentre una buona porzione degli abitanti vive con meno di un dollaro al giorno. Trasporti pubblici ed elettricità mancano, la disponibilità di acqua potabile è limitata.
Mbasogo è considerato uno dei più brutali e feroci capi politici del mondo e non di rado viene definito un dittatore. Viene inoltre paragonato a Idi Amin Dada, despota ugandese. Se Nguema aveva assunto titoli quasi divini, Mbasogo, per egocentrismo e culto della personalità, non si è dimostrato poi molto da meno. Un articolo della BBC del luglio 2003 fece notare come un programma radiofonico dell'etnia fang quasi divinizzasse il presidente; lo stesso articolo osservò che nel paese non esistono giornali che escono quotidianamente. I media sono sottoposti a forti restrizioni e pesanti censure e spesso sono sotto il controllo del figlio di Mbasogo, Teodorin. Lo stesso Teodorin si troverebbe, secondo un profilo politico del paese dato dalla BBC nel marzo 2004, al centro di frequenti tensioni, che spesso dominano la scena politica interna. Al centro di tali tensioni ci sarebbe il petrolio, la cui produzione è in costante aumento. È in vigore la pena di morte, utilizzata come forma legale di punizione e non con frequenza sporadica. La propaganda è onnipresente, soprattutto a Malabo e a Bata e riguarda in special modo statue che commemorano il colpo di Stato di Obiang contro Macias del 1979. La festa nazionale cade il giorno dell'indipendenza, il 12 ottobre.

### Politica estera
Colonia spagnola fino al 1968, il paese divenne indipendente ed elesse presidente Francisco Macìas Nguema. Questi non molto dopo diventò un dittatore e come mosse di politica estera adottò per prima cosa la cancellazione dei segni del passato coloniale: perfino i cognomi europei, cancellati dall'anagrafe, non vennero risparmiati. Di intellettualità dubbia (Nguema, pur affermatosi convinto marxista, lodò pubblicamente Adolf Hitler), il regime intrattenne rapporti stretti con Unione Sovietica e Cuba, chiudendo all'Occidente e dispregiando la madrepatria. Difficili da gestire i rapporti con i paesi vicini: il Camerun non nascose le sue mire annessionistiche, il Gabon aggredì militarmente il paese nel 1972 per conquistare la parte continentale. Caduto Nguema, il suo successore, il nipote Teodoro Obiang Nguema Mbasogo, aprì all'Occidente, cambiando nettamente strategia nei rapporti esteri della Guinea Equatoriale.
Attualmente l'economia, ancora in parte dipendente dagli aiuti internazionali, conta sull'appoggio della Spagna, con la quale i rapporti sono notevolmente migliorati. Notevole interesse è stato mostrato per l'avvicinamento al mondo portoghese: la Guinea Equatoriale è osservatore della Comunità dei Paesi di lingua portoghese fin dalla sua fondazione, nel 1996. Ai fini di entrarvi, nel 2007 il portoghese è diventato terza lingua ufficiale (il portoghese è parlato correntemente in determinate zone). L'ingresso nella Comunità risulterebbe molto importante per stringere relazioni vantaggiose con i paesi dell'ex Impero portoghese. Controversi i rapporti con gli Stati Uniti, che a volte sono stati poco amichevoli: entrambi i paesi sono disponibili a mantenere una sorta di collaborazione diplomatica, ma il regime di Mbasogo ha suscitato aspre critiche e forti accuse dall'opinione pubblica occidentale. Vero è che gli USA hanno dimostrato un certo interesse per il paese dopo la scoperta di notevoli giacimenti di petrolio, tanto da diventare il principale partner economico della Guinea Equatoriale.

## Economia
Con un PIL a parità di potere d'acquisto di 26 487 dollari pro capite nel 2012, la Guinea Equatoriale ha il reddito più alto di tutta l'Africa. La bilancia commerciale è in forte attivo, con le esportazioni che superano ampiamente le importazioni; l'inflazione è relativamente bassa.
Ma nonostante questo quadro apparentemente roseo, la situazione del paese è ancora oggi difficile, perché le ricchezze derivanti dal settore petrolifero sono distribuite in modo poco equo, e tendono a concentrarsi su una porzione poco estesa della popolazione totale. Il sistema sanitario non è in buone condizioni, ma è in miglioramento. La qualità della vita è in miglioramento e si riflette nell'indice di sviluppo umano, che nel 2006 è 0,717: medio e in aumento rispetto al 2005. I dati economici sono molto più felici di quelli sociali: qualche progresso è stato fatto per il miglioramento delle condizioni di vita, ma circa il 60% degli abitanti vive in povertà.
La scoperta di vasti giacimenti di petrolio, il più importante dei quali si trova a poche miglia dalla baia di Malabo, ha cambiato totalmente l'economia del Paese, a partire dal 1994. Nel 2004, la Guinea Equatoriale è il terzo produttore dell'Africa sub-sahariana, dopo la Nigeria e l'Angola, con oltre 360 000 barili estratti al giorno. Pur mantenendosi ad alti livelli, il prodotto interno lordo si è stabilizzato in quote più contenute, dando impulso a una serie di attività correlate, non ultima quella del turismo, assente fino al 2004, a causa dell'inospitalità del clima e l'assenza di strutture ricettive.
Il settore del legname e la sua lavorazione sono totalmente concentrati nella parte continentale del Paese, dove è abbondante la produzione di okumè, quasi esclusivamente in mano a Teodorin Nguema, figlio del Prepidente Teodoro Obiang Nguema e Ministro delle Foreste, che sfrutta il territorio con soci coreani. Le infrastrutture, generalmente vecchie e in condizioni precarie, hanno bisogno di cambiamenti strutturali. L'unica impresa forestale dell'isola di Bioko, gestita da italiani (SIGESA), ha interrotto la sua attività nel 1999. Purtroppo il Paese e i suoi 600 000 abitanti godono poco del boom minerario, i cui benefici sono convogliati sulla famiglia del presidente. Nel territorio guineano sono stati recentemente scoperti giacimenti di diamanti, oro, uranio e manganese fra i più importanti del mondo.
L'agricoltura impiega quasi il 50% della forza lavoro totale del paese anche se la superficie arabile è limitata al 5%. La coltivazione del cacao, fiorente fino all'avvento di Francisco Macias, primo presidente del Paese al momento dell'indipendenza del 1968, è ridotta a un decimo della sua precedente importanza, dovuto alla cacciata degli spagnoli, invisi al presidente, e a quella dei braccianti nigeriani. La qualità del prodotto veniva considerata la migliore del mondo. Oggi, il settore è regolato da un paio di esportatori spagnoli che lasciano margini irrisori ai coltivatori. Il cacao costituisce una dei principali prodotti dell'agricoltura di esportazione. Nel 1969 la produzione si attestava su 30 000 tonnellate/anno; dieci anni dopo era ridotta a 7 000 tonnellate/anno.
Trascurabile è oggi la produzione di caffè che fino alla fine degli anni 1980 era il secondo prodotto di esportazione della Guinea Equatoriale. Il settore primario poggia anche su altre coltivazioni, come banane, palme da olio e da cocco, manioca e patate dolci. La valuta nazionale è il franco CFA.

### Trasporti
I trasporti sono generalmente poco sviluppati, e le vie di comunicazione in cattivo stato. In un paese, come la Guinea Equatoriale, ad alta crescita economica e con considerevoli prospettive di sviluppo, un ostacolo al miglioramento delle infrastrutture è proprio costituito dai trasporti, per i quali non sono state destinate le dovute risorse.
Le ferrovie e le metropolitane sono assenti; la rete stradale, di 2703 km, è estesa ma in pessimo stato. Ancora peggiore è la situazione del trasporto pubblico, che è di fatto assente in quasi tutto il paese, e solo a Malabo ci sono compagnie che gestiscono il trasporto mediante autobus, esistono tuttavia mezzi di trasporto privato: i cosiddetti "taxi della foresta" presenti soprattutto nella zona continentale. Vista la generale mancanza di elettricità nel paese, è normale che anche filobus e tram siano assenti.
Migliori le condizioni del trasporto aereo: nella Guinea Equatoriale ci sono quattro aeroporti, compreso quello internazionale di Malabo.

## Cultura

### Produzione letteraria
Tra gli scrittori distintisi nel XX secolo possiamo ricordare, tra gli altri, Leoncio Evita Enoy.

### Musica
Un noto duo di cantanti della Guinea Equatoriale è costituito dalle Hijas del Sol.

## Sport
Non sono presenti sport praticati a livello agonistico, anche se sono attive delle scuole di pelota. Portata dagli spagnoli è rimasta nella cultura popolare con delle leggere variazioni dovute alle dimensioni della racchetta e al materiale della palla (costruita con pellami e contenente una goccia di acqua). Nel 2012 ha ospitato insieme con il Gabon la Coppa d'Africa di calcio, manifestazione organizzata anche nel 2015 ma questa volta in solitaria. La Guinea Equatoriale ha partecipato a nove edizioni dei Giochi olimpici, da Los Angeles 1984 a Rio de Janeiro 2016, senza vincere alcuna medaglia. Nel corso delle Olimpiadi di Sydney 2000, tuttavia, due nuotatori della selezione equatoguineana raggiunsero gli onori della cronaca. Paula Barila Bolopa, nei 50 metri stile libero femminili, ed Eric Moussambani, nei 100 metri stile libero maschili, chiusero infatti le rispettive competizioni con tempi incredibilmente alti (più del doppio del tempo medio di tutti gli altri partecipanti). Moussambani diede addirittura l'impressione di rischiare l'affogamento. Entrambi i nuotatori avevano imparato a nuotare pochi mesi prima ed erano stati ammessi ai Giochi tramite wild card, nell'ambito di un programma di sviluppo sportivo del CIO per i Paesi in via di sviluppo. Le disastrose prove dei due atleti li resero celebri, con interviste alle televisioni di tutto il mondo e contratti pubblicitari con le maggiori aziende produttrici di attrezzature sportive per centinaia di migliaia di dollari. Sebbene molto atteso alle olimpiadi di Atene del 2004, Moussambani, che nel frattempo aveva portato il suo record personale fino a meno di 57 secondi, non poté partecipare per problemi di visto.

## Tradizioni
La religione animista che ha dominato l'Isola di Bioko e la parte continentale della Repubblica di Guinea Equatoriale (oggi ristretta a un decimo rispetto all'originario territorio antecedente alla Conferenza di Berlino del 1885), perdura, con varianti diverse, presso le etnie Bubi, Fang, Combi, ecc. Ciò avviene in prossimità di incarichi di governo, posti di lavoro nell'amministrazione dello Stato, nomine di rilievo. Con tali pratiche si intende rendere omaggio a un'entità superiore perché intervenga nell'assicurare il buon esito delle aspettative. Ai Bubi è, invece, riservata la pratica magica secondo procedure lunghe e complesse miranti a sollecitare la buona conclusione di operazioni ritenute rischiose, come nel caso del taglio di alberi in foresta. Alla base, si incontrano spesso gin e galli, canti ossessionanti e trance.

## Festa nazionale
- 12 ottobre: Día de la Independencia, celebra l'indipendenza dalla Spagna nel 1968

## Cucina
La cucina della Guinea Equatoriale risente anche dell'influenza della cucina spagnola e di quella portoghese.